# 임상옥
임상옥(林尙沃, 1779년 ~ 1855년(?))은 조선 말기의 무역 상인이다. 본관은 전주(全州). 자(字)는 경약(景若). 호는 가포(稼圃). 평안북도 의주(義州)에서 출생하였다.

## 생애
아버지는 임봉핵이다. 초기의 삶은 기록이 없다. 어릴적에 역관이 목표였던 아버지 임봉핵이 거듭된 낙방을 하고, 아버지 아래에서 중국어를 배웠다. 결국 임상옥의 아버지는 역관 시험을 포기하고 당시 만상(灣商)인 대금업자한테 돈을 빌려 금수품을 챙기고 밀무역에 나서서 돈을 벌었으나 비참한 일을 맞이한다. 결국 임상옥의 일가는 모두 관노로 끌려간다. 후에 만상 사환으로 들어간 임상옥은 만상 도방으로부터 그 능력을 인정 받기에 이른다. 만상 도방은 그에게 밀무역을 시키기 시작하면서 상업에 종사하기 시작한다.
1810년 순조 10년에는 국경 지방에서 인삼의 무역권을 독점하였다. 1811년 순조 11년에는 홍경래의 난으로 인해 의주가 위험해지자 의병을 모을 모집금과 군수물자를 살 돈을 제공하였다. 1821년 변무사의 수행원으로 청에 갔을 때, 청나라 베이징 상인들의 불매 동맹을 교묘한 방법으로 깨뜨리고 원가의 수십 배로 매각하는 등 막대한 재화를 벌었다. 그 동안 기민 구제 등의 자선사업으로 천거를 받아 1831년(순조 31년) 오위장, 첨지, 다시 오위장에 임명됐다. 1832년 곽산 군수가 되고, 1834년 의주 수재민을 구제한 공으로 이듬해 구성 부사에 발탁되었으나 비변사의 반대로 물러났다. 이후 빈민 구제와 시와 술로 여생을 보냈다. 시로서도 이름이 높았다.
1837년 오위장에 임명됐다. 1861년 9월 30일 특별 명령으로 증 병판에 증직됐다.

## 어록
재물은 평등하기가 물과 같고, 사람은 바르기가 저울과 같다(財上平如水 人中直似衡)
장사란 이익을 남기기보다 사람을 남기기 위한 것이며, 사람이야말로 장사로 얻을 수 있는 최고의 이윤이고, 따라서 신용이야말로 장사로 얻을 수 있는 최대의 자산이다.

## 일화
- 청나라의 상인이 인삼 값을 낮추기위해 단체로 담합을 했다는 소식을 듣자 그는 인삼을 가지고 사람들이 보이는 시가지에서 불태웠는데 담합을 하던 청나라상인들은 인삼과 홍삼 매물이 줄고있다고 인식하여 결국 임상옥이 부르는값에 구매하게 되었다.

- 임상옥은 만상의 상단아래에서 밀무역 도중에 우군칙을 만나게되었는데 후일 홍경래의 난이 일어나기전에 당시 거상이었던 우군칙이 섭외했던 홍경래는 자금줄을 더 확보하기 위해 우군칙의 추천으로 임상옥한테 가서 창고의 양을 기록하는 서기의 일을 하면서 포섭하려 했으나 홍경래의 의도를 알아차린 임상옥은 그를 내보냈다고 한다.

- 전해지는 이야기로서는 임상옥은 우군칙과 무역을 하면서 우군칙과 관계가 돈독했는데 홍경래가 농성하던 성이 무너지기 직전에 성에 몰래들어가서 우군칙의 아이를 구했다는 설이 있으나 이는 명확하지는 않다.

- 그는 인삼[[무역] ]독점권을 얻기 위해 과감히 백지어음(상대방이 원하는 금액을 적으면 무조건 백지어음을 준 사람 재산에서 빼간다)을 내놓는 강심장으로 당시 이조판서이자 이 독점권을 평가하는 박종경한테 눈에 띄어 이야기를 나누고 박종경이 임상옥의 뒤를 든든하게 뒷받침해주었다는 일화도 있다.

- 임상옥은 다른 상인과는 달리 돈보다는 사람 위주로 돈을 쓴 것을 볼 수가 있는데 대표적인 일화로는 만상 아래에서 있을 때 청나라에 가서 돈을 벌고 돌아가기 전 어느 숙박소에서 한 여인이 부모에게도 버림받고 팔린 신세라고 구해달라고 빌자 그는 청나라에서 벌은 돈(현재가치로는 수천만원 상당)의 돈을 주며 숙박소 주인에게 여인을 사고 풀어주었는데 나중에 이 여인은 어느 한 부유한 상인의 정실부인이 되고 임상옥이 자신의 상단을 차리고 베이징에 왔을 때 여인의 남편의 전폭적인 지원하에 여인을 구해줬던 비용의 갑절의 수익을 얻을 수 있었다.

- 김정희의 도움으로 그는 '솥 정(鼎)'자에 담긴 비의를 깨닫게 된다.[4]

## 등장 작품
- 1976~1977년 MBC 드라마 《거상 임상옥》 (배우:이대근)
- 2001~2002년 MBC 드라마 《상도》 (배우:이재룡)

## 저서
- 〈가포집〉
- 〈적중일기(寂中日記)〉

## 같이 보기
- 상업
- 상인
- 장현
- 변광조 - 조선 출신으로 류큐국(유구국, 당시는 일본과는 다른 독립국으로서 현재의 오키나와현 지역)을 중심으로 중계무역을 하는 대상(大商)이었으며, 임진왜란 당시 전쟁물자 보급을 도와 이순신과 권율 장군들의 승리에 일조했다
- 우군칙
- 김만덕
- 변수
- 허생원전
- 홍순언
- 계영배

## 참고 문헌
- 승정원일기
- 조선왕조실록
- 임하필기(林下筆記)